# كابروني كا.125
كابروني كا.125 (بالإنجليزية: Caproni Ca.125)‏ هي طائرةٌ إيطاليَّة، صنعتها شركة كابروني للطائرات، وكان أول تحليقٍ لها في 1933.